# ČT HD
ČT HD fue un canal de televisión público de Chequia en alta definición perteneciente a ČT, que transmitía programas de ČT1, ČT2 y ČT Sport.

## Historia
El canal inició emisiones el 31 de agosto de 2009 desde el satélite Astra 1E en formato DVB-S para las plataformas digitales Skylink y CS Link y televisión digital terrestre. 
En 2010, el canal inició emisiones en pruebas a través del satélite Astra 1G, en el múltiplex Media Broadcast. El 16 de junio del mismo año, el canal se trasladó al satélite Astra 3B, emitiendo hasta su cese de emisiones.
El 1 de marzo de 2012, el canal cesó sus emisiones y fue reemplazado por ČT1 HD, ČT2 HD y ČT4 HD.